# Sillimanit

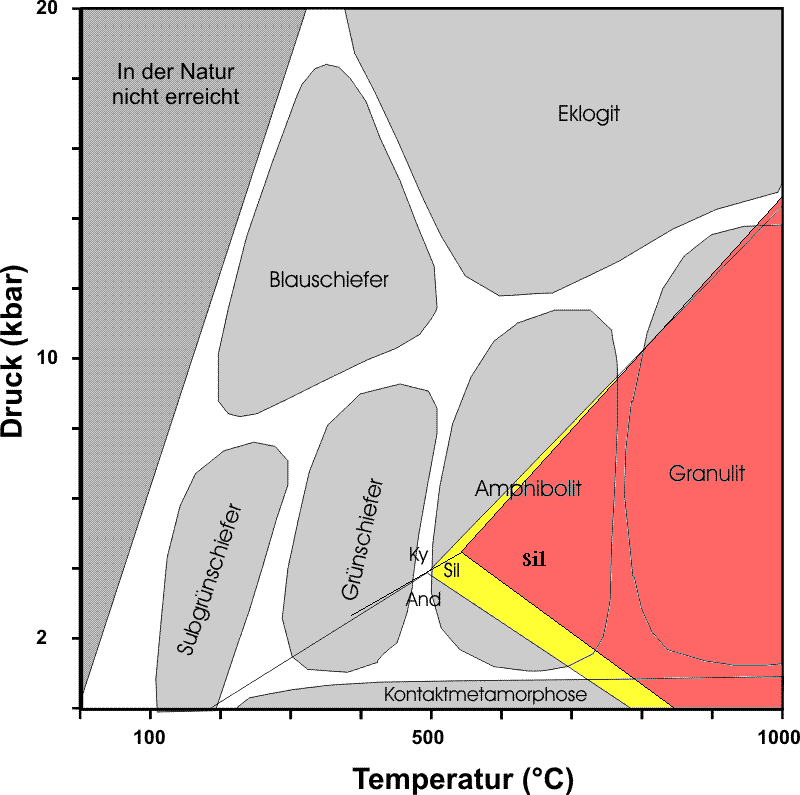
Stabilitetsområde för Sillimanit.

Sillimanit eller fibrolit är ett hårt aluminiumsilikatmineral, Al2SiO5, som har samma sammansättning men andra bildningparametrar (tryck och temperatur) än kyanit och andalusit. Sillimanit är uppkallad efter den amerikanske kemisten Benjamin Silliman (1779–1864). Det beskrevs första gången 1824 vid ett fynd i Chester, Connecticut.

## Egenskaper
Sillimanit är en av tre aluminosilikatpolymorfer, de andra två är andalusit och kyanit. En vanlig variant av sillimanit är känd som fibrolit, så namnet eftersom mineralet ser ut som ett mängd fibrer som tvinnas ihop när de ses i tunna sektioner eller till och med för blotta ögat. I vissa pegmatiter kan det ha ädelstenskvalitet. Sillimanit har lägre densitet än kyanit.

## Förekomst
Både de fibrösa och traditionella formerna av sillimanit är vanliga i omvandlade sedimentära bergarter. Det är ett indexmineral som indikerar hög temperatur men varierande tryck. Exempel på bergarter inkluderar gnejs och granulit. Det förekommer med andalusit, kyanit, kaliumfältspat, almandin, kordierit, biotit och kvarts i skiffer, gnejs, hornfels och även sällan i pegmatiter. Dumortierit och mullit är liknande mineralarter som finns i porslin.
Sillimanit har hittats i Brandywine Springs, New Castle County, Delaware. Det namngavs av statens lagstiftande församling 1977 som delstatsmineral i Delaware på förslag från Delaware Mineralogical Society. Rika förekomster av sillimanit finns i Södermanland, nordöstra Hälsingland och i Pajala kommun.

## Användning
Naturlig sillimanit används vid tillverkning av eldfasta material med hög aluminiumoxidhalt eller 55–60-procentig aluminiumoxidtegel. Emellertid har det mestadels ersatts av andra aluminosilikatpolymorfer, andalusit och kyanit, för detta ändamål. År 1998 var sillimanit bara 2 procent av all produktion av aluminiumsilikatmineraler i västvärlden.

## Bildgalleri

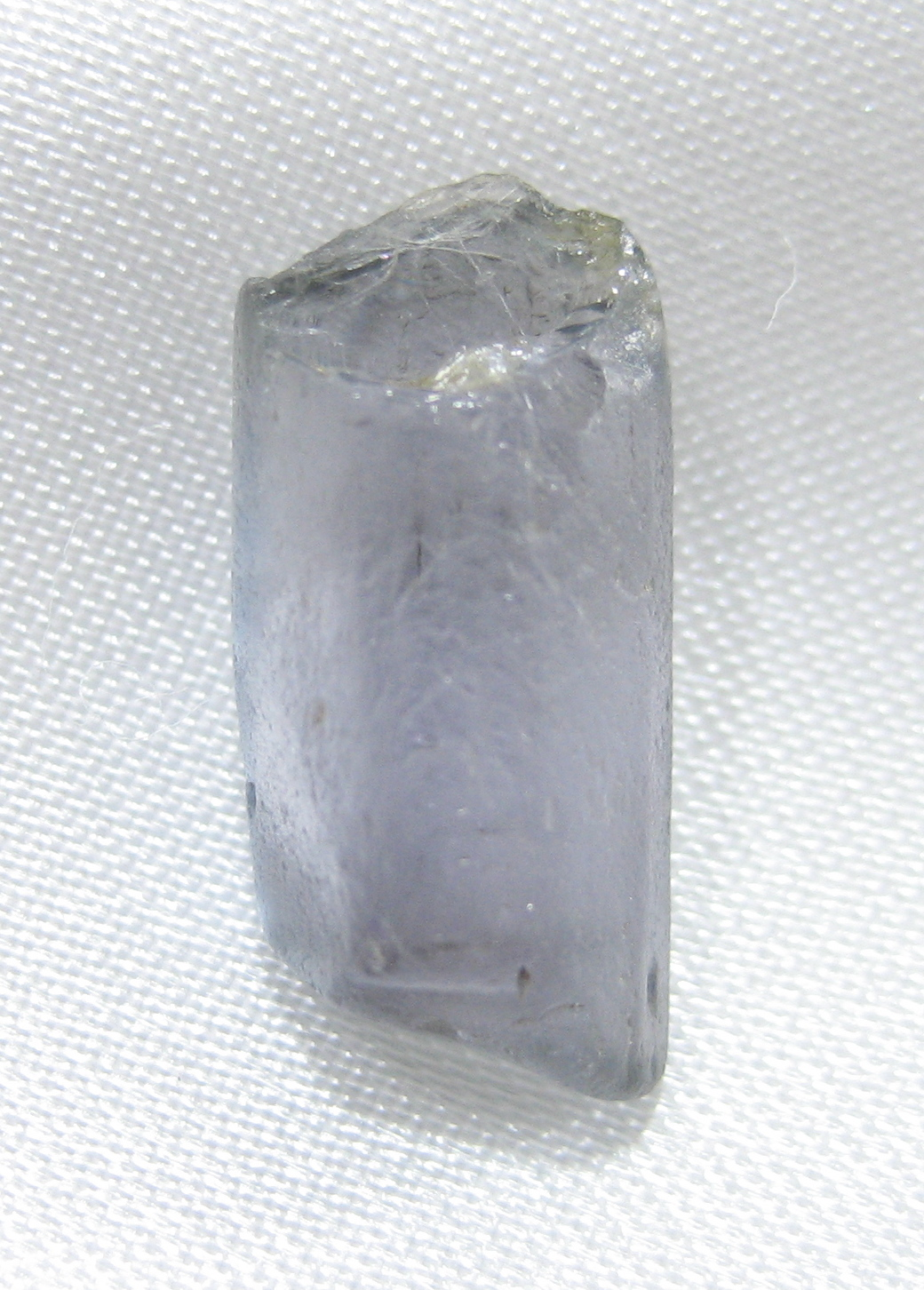
Silimanitkristall från Sri Lanka
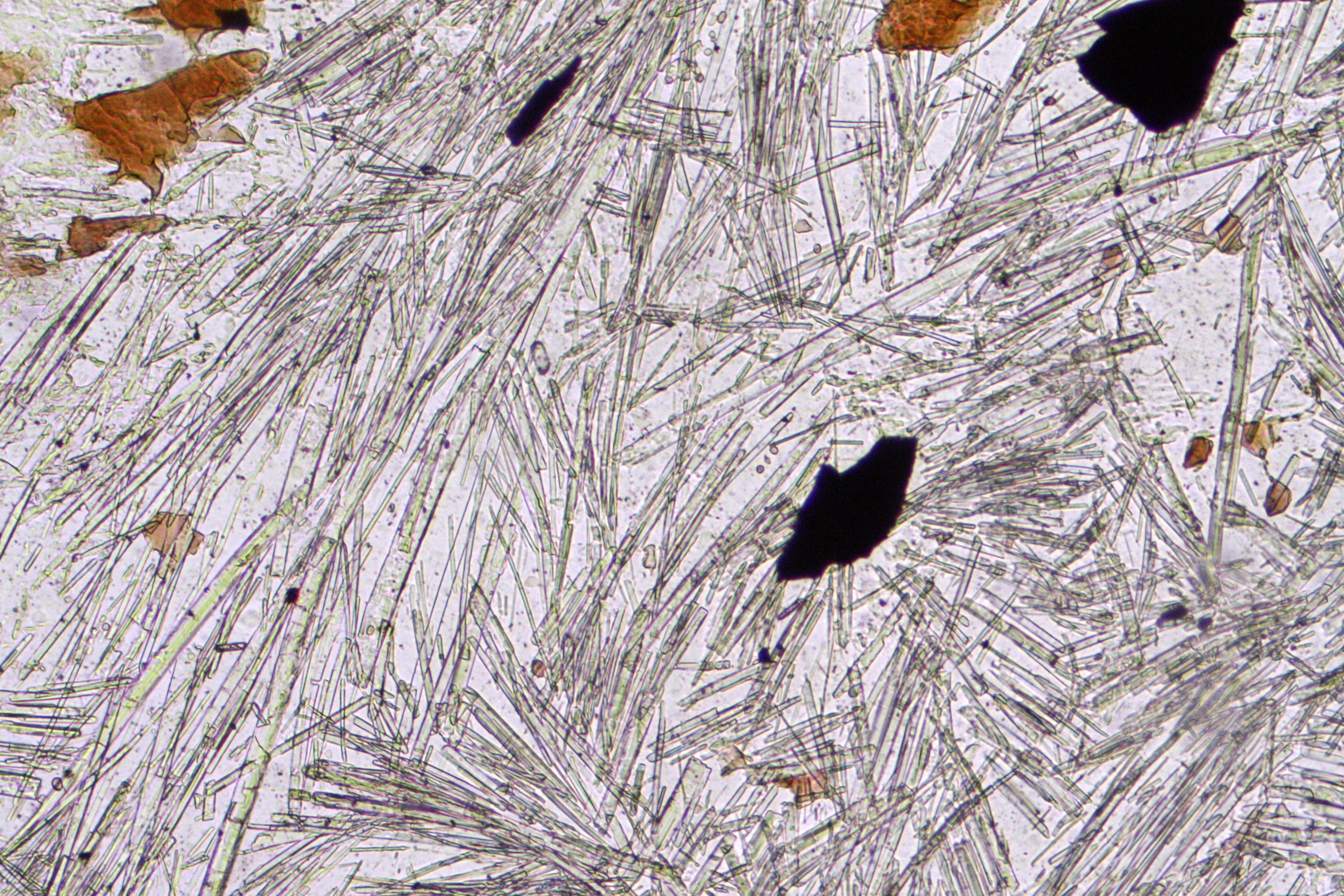
Fibrolitmikrografi
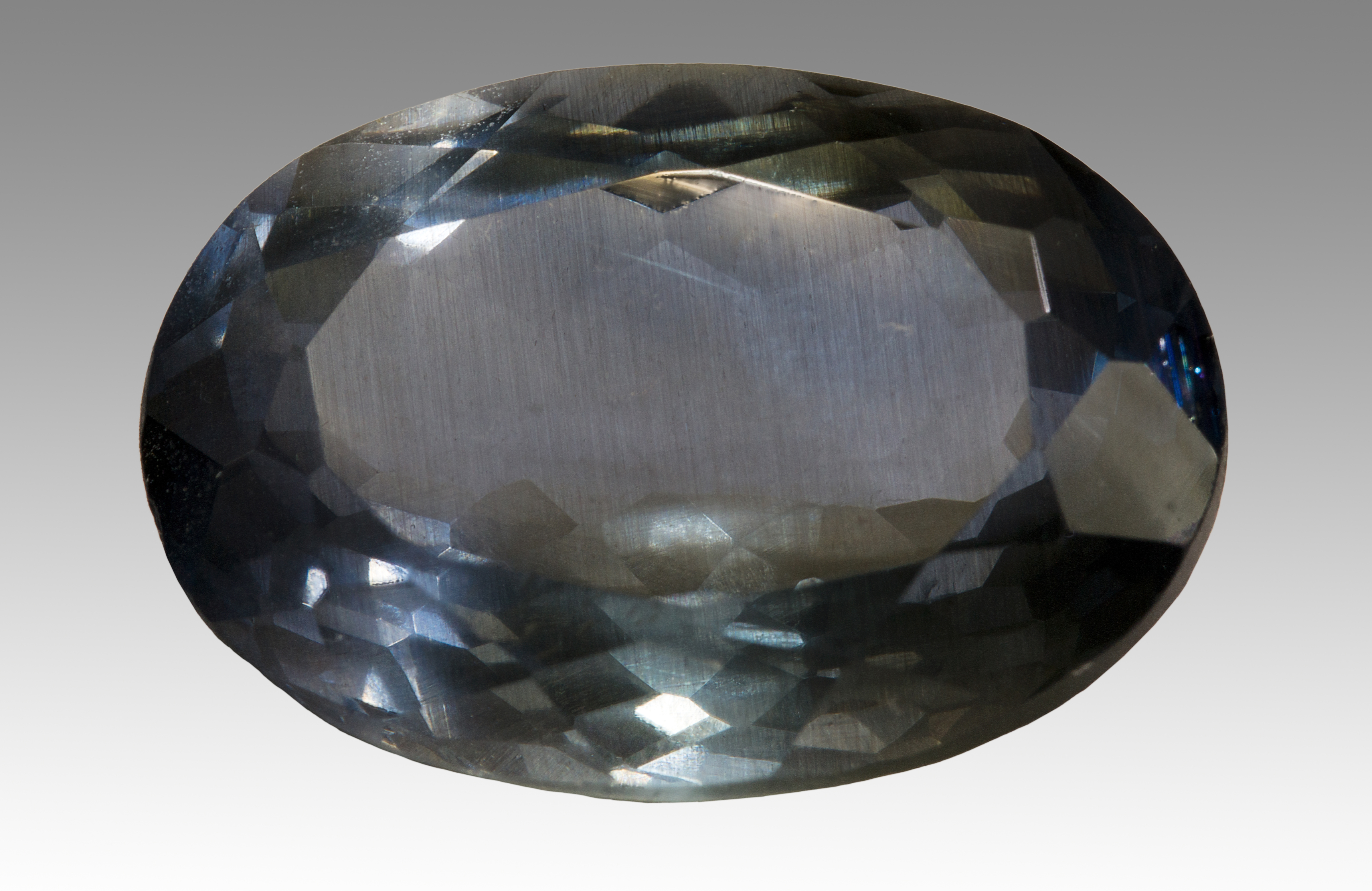
Facettslipad sillimanit från Odisha(Orissa) Indien